# 哈利穆克 (亞利桑那州)
哈利穆克（英語：Hali Murk）是位於美國亞利桑那州皮馬縣的一個非建制地區。該地的面積和人口皆未知。

## 地理
哈利穆克的座標為32°00′04″N 112°17′39″W / 32.00111°N 112.29417°W，而該地的平均海拔高度為569米（即1867英尺）。